# Pere Brull Carreras
Pere Brull Carreras (Vilanova i la Geltrú, 7 de juliol de 1943 - 12 de maig de 2010) fou un pintor català.
Començà els seus passos d'artista amb Salvador Masana i Mercadé i després amb Ramon Sanvicens. Pere Brull es graduà l'any 1970 a l'Escola de Belles Arts de Sant Jordi de Barcelona. Uns quants anys abans, el 1964, ja s'havia iniciat en les exposicions col·lectives i en concursos. El 1966 va fer la seva primera exposició individual a les Galeries Rambles de Vilanova i la Geltrú. La primera exposició individual a Barcelona va ser el 1972, i a més ha fet exposicions individuals a Sòria, Madrid, Sabadell, Olot, Conca (Castella - la Manxa), etc. En la seva trajectòria destaquen més de vuitanta exposicions individuals i col·lectives de temàtica, en general, paisatgística. S'ha inspirant en alguns paisatges del Garraf, el Penedès, Catalunya, Xile, Lanzarote, Sòria, els Monegros, etc.
En les seves obres podem observar paisatges de grans espais oberts, superfícies planes, en general sense figures ni construccions. Cromatisme i lluminositat suaus i uniforme. I en algunes etapes de la seva trajectòria artística ha treballat la figura humana, principalment el cap.